# Malacomorpha jamaicana
Malacomorpha jamaicana är en insektsart som först beskrevs av Ludwig Redtenbacher 1906.  Malacomorpha jamaicana ingår i släktet Malacomorpha och familjen Pseudophasmatidae. Inga underarter finns listade i Catalogue of Life.